# Carl Knös
Carl Erik Knös, född den 29 augusti 1876 i Stockholm, död den 19 juli 1936 i Skövde, var en svensk militär. Han var son till Carl Johan Knös.
Knös blev underlöjtnant vid Norrlands dragonregemente 1898, löjtnant där 1903 och ryttmästare 1912. Han var adjutant i kavalleriinspektionen 1909–1910 och kadettofficer vid Krigsskolan 1910–1913. Knös tjänstgjorde i kommandoexpeditionen 1915–1918. Han fick transport till Livregementets dragoner 1918 och blev major vid Norrlands dragonregemente 1921. Knös befordrades till överstelöjtnant vid Skånska husarregementet 1924. Han var överste och sekundchef för Livregementets husarer 1926–1935. Knös blev riddare av Svärdsorden 1919, av Vasaorden 1923, kommendör av andra klassen av Svärdsorden 1930 och kommendör av första klassen 1932. 